# Ernst Gottlieb von Steudel
Ernst Gottlieb (Theophil) de Steudel (Esslingen, 30 de mayo de 1783-Mannheim, 12 de mayo de 1856) fue un médico y naturalista alemán.

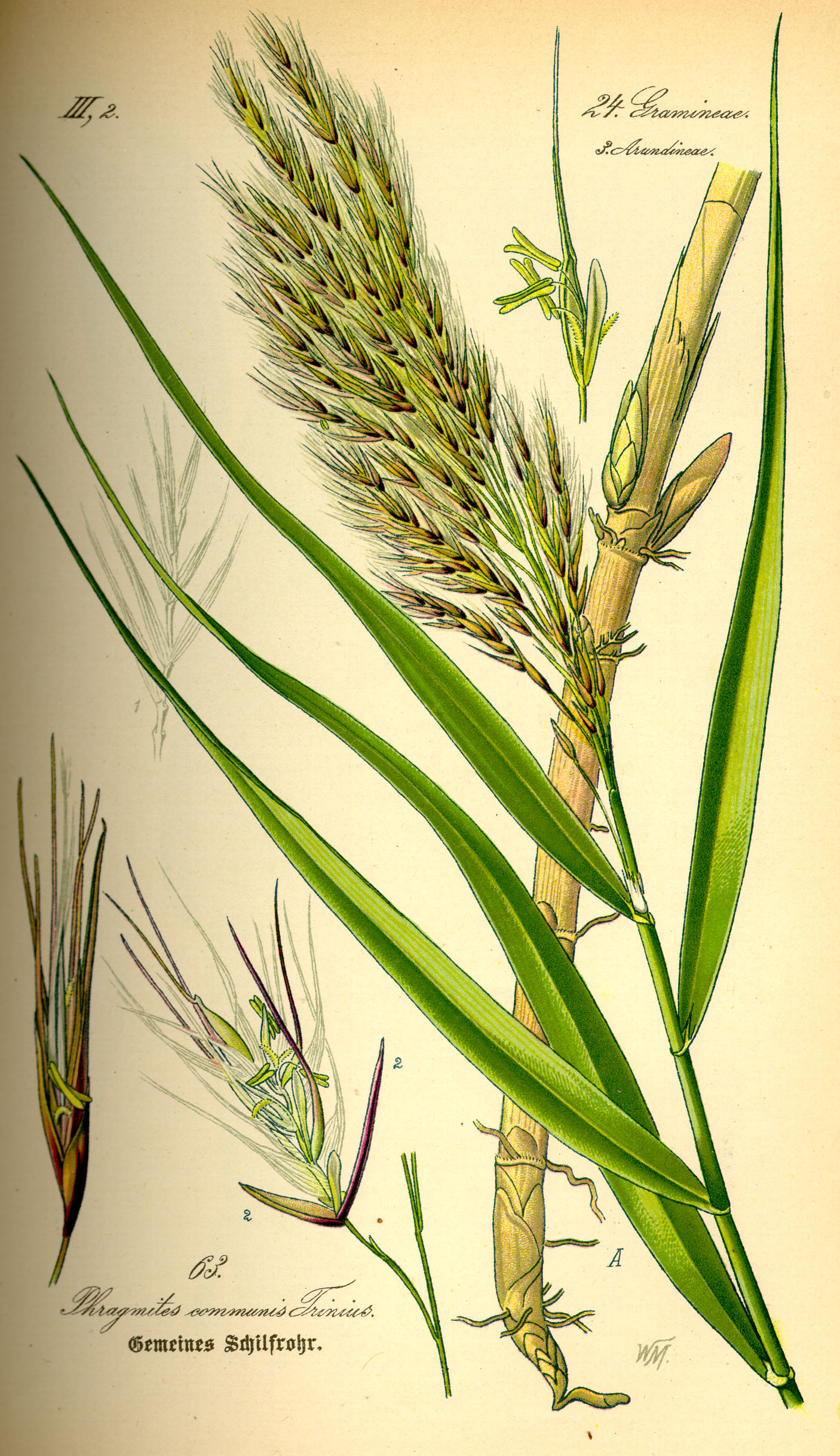
Phragmites australis Steud.

## Biografía
En 1801, Steudel estudió Medicina y Ciencias naturales que empezaban en la Universidad de Tubinga, donde logró un doctorado en 1805. Después de una estancia en Suiza, vuelve en 1806 a Esslingen, donde ejerció como médico. Obtuvo poco después una plaza como cirujano veterinario de la Oficina superior. Aparte de su actividad vocacional, se dedicó también a la botánica y publicó entre 1821 a 1824 su trabajo Nomenclator botanicus. En la segunda edición, que apareció veinte años más tarde, enumera 6722 géneros y 78 005 especies.
En otro trabajo, posterior "Glumacearum plantarum sinopsis", que fueron planeados en once volúmenes, en 1855 aparecen dos cuadernos de Cyperaceae, Gramineae y Juncaceae.
Con el ministro de la ciudad de Esslinger Ferdinand C. Hochstetter publica en 1826 "Werk Enumeratio plantarum germaniae helvetiaeque indigenarum seu Prodromus, quem synopsin plantarum germaniae helvetiaeque edituri botanophilisque adjuvandam commendantes", donde trata la flora de Alemania y de Suiza.
Además publicó escritos médicas. Junto con Hochstetter crean la asociación Württembergischen naturhistorischen Reiseverein (o Unio Itineraria). Steudel era desde 1822 miembro correspondientes de la Sociedad de Ciencia natural de Senckenberg.
- La abreviatura «Steud.» se emplea para indicar a Ernst Gottlieb von Steudel como autoridad en la descripción y clasificación científica de los vegetales.[1]

## Publicaciones
- Nomenclator botanicus, 2 v. 1821-1824, lista alfabética de más de 3300 géneros y aproximadamente 40 000 especies
- Enumeratio plantarum Germaniae, 1826 (con Christian Ferdinand Hochstetter).
- Synopsis planterum glumacearum, 2 v. 1853-1855, v. I dedicado a la familia Poaceae, y v. II a Cyperaceae y familias cercanas.[2]

## Fuente
- Johann Gottlob Kurr. Vorträge. En: Verein Vaterländische Naturkunde Württemberg (ed.) N.º 13, 17-24, Stuttgart 1857
- Nees von Esenbeck, CGD. Dr. Ernst Gottlieb von Steudel. En: Bonplandia, 4, 176, 1856

## Honores

### Eponimia
Géneros
- Steudelia C.Presl (familia Molluginaceae)
- (Poaceae) Steudelella Honda 1930